# Tadayoshi Nagashima
Tadayoshi Nagashima (長島 忠美 Nagashima Tadayoshi?,  Nagaoka, Niigata, 9 de enero de 1951-18 de agosto de 2017) fue un político japonés, sirviendo en la Cámara de Representantes en la Dieta de Japón (legislatura nacional) como miembro del Partido Liberal Democrático.

## Carrera
Nacido en el pueblo de Yamakoshi, Niigata (ahora parte de la ciudad de Nagaoka, Niigata), Nagashima graduó la Universidad Toyo.
Se desempeñó como alcalde de su ciudad natal Yamakoshi entre 2000 y 2005, el año el pueblo, dañado seriamente por un terremoto en 2004, se fusionó con la ciudad de Nagaoka.
Nagashima fue elegido para la Dieta por primera vez en 2005.
Su perfil en el sitio web del PLD:
- Jefe, Pueblo de Yamakoshi
- Miembro, Comité de Asuntos de Dieta del PLD
- Subdirector Secretario, Comité Especial de Desastres del PLD
- Ministro de Estado para la Gestión de Desastres del Gabinete de Sombra del PLD
- Vicepresidente, Comisión de Asuntos Jurídicos y Organizaciones Autónomas Locales del PLD
- Secretario Parlamentario de Agricultura, Silvicultura y Pesca

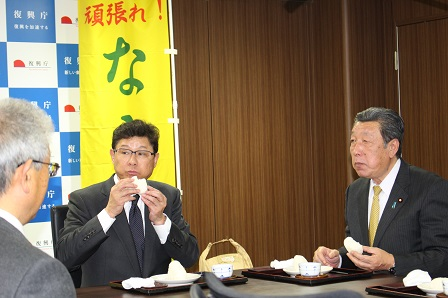
Tadayoshi Nagashima (derecha), junto al político Tsuyoshi Takagi

- Secretario Parlamentario para la Reconstrucción

## Puestos
Nagashima estaba afiliada al lobby abiertamente revisionista Nippon Kaigi, y un miembro de los siguientes grupos de derecha en la Dieta:
- Grupo de discusión de la Dieta Nippon Kaigi (日本会議国会議員懇談会 - Nippon kaigi kokkai giin kondankai)
- Liga de celebración de la Dieta del 20º Aniversario de Su Majestad El Adhesión del Emperador al Trono (天皇陛下御即位二十年奉祝国会議員連盟)
- Conferencia de parlamentarios sobre la Asociación Shinto de Liderazgo Espiritual (神道政治連盟国会議員懇談会 - Shinto Seiji Renmei Kokkai Giin Kondankai) - NB: SAS a.k.a. Sinseiren, Liga política sintoísta

Nagashima dio las siguientes respuestas al cuestionario presentado por Mainichi a los parlamentarios en 2014:
- Ninguna respuesta con respecto a la revisión del artículo 9 de la Constitución de Japón
- Ninguna respuesta sobre el derecho de autodefensa colectiva
- Ninguna respuesta con respecto a las centrales nucleares
- Contra las visitas de un primer ministro al Santuario Yasukuni controversial
- A favor de la revisión de la Declaración de Murayama
- Ninguna respuesta con respecto a la revisión de la Declaración de Kono
- Ninguna respuesta con respecto a las leyes que impiden el discurso de odio
- Ninguna respuesta con respecto a la pregunta si Estación Aérea del Cuerpo de Marines de Futenma es una carga para la prefectura de Okinawa
- Ninguna respuesta con respecto a la Ley de Secreto Especial
- Ninguna respuesta sobre la enseñanza de la "moralidad" en la escuela